# بخش جروم (یونیون کانتی، اوهایو)
بخش جروم (به انگلیسی: Jerome Township) یک منطقهٔ مسکونی در ایالات متحده آمریکا است که در شهرستان یونیون، اوهایو واقع شده‌است.
 بخش جروم ۹۴٫۲ کیلومتر مربع مساحت و ۷٬۵۴۱ نفر جمعیت دارد و ۲۸۷ متر بالاتر از سطح دریا واقع شده‌است.